# Magueyitos
Magueyitos är en ort i Mexiko.   Den ligger i kommunen Quimixtlán och delstaten Puebla, i den sydöstra delen av landet, 210 km öster om huvudstaden Mexico City. Magueyitos ligger 2 210 meter över havet och antalet invånare är 341.
Terrängen runt Magueyitos är kuperad åt sydost, men åt nordväst är den bergig. Runt Magueyitos är det tätbefolkat, med 266 invånare per kvadratkilometer. Närmaste större samhälle är Huatusco de Chicuellar, 19,4 km sydost om Magueyitos. I omgivningarna runt Magueyitos växer i huvudsak blandskog.